# Juš Kozak

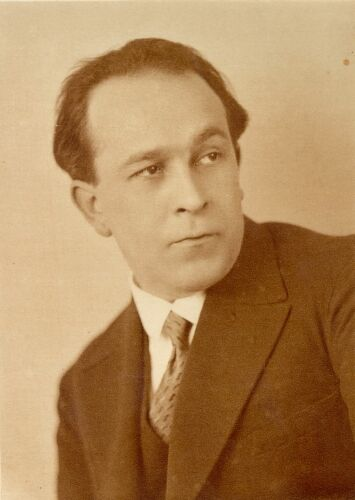
Juš Kozak (1929)

Juš Kozak (* 16. Juni 1892 in Laibach, Österreich-Ungarn; † 29. August 1964 ebenda, SFR Jugoslawien) war ein jugoslawischer Schriftsteller.

## Leben
Kozak studierte Geschichte und Geographie in Wien und Laibach und war danach Gymnasiallehrer in Ljubljana. In der Zwischenkriegszeit war er Herausgeber von Ljubljanski zvon (1935–41) und Novi svet. Im Zweiten Weltkrieg wurde er 1942 in Italien interniert und wurde anschließend Partisan. Nach dem Krieg wurde er Intendant des Slowenischen Nationaltheaters in Ljubljana.

## Werke
Er war der begabteste Epiker der Preporod (Wiedergeburt)-Bewegung, der zunächst dem Expressionismus zuneigte, dann aber einer der wichtigsten Autoren des „Sozialen Realismus“ der dreißiger Jahre wurde. Kozak verfasste als Publizist auch Essays und Kritiken.
Es gibt so gut wie keine deutschen Übersetzungen.
- Razori, Novelle 1919
- Šentpeter, Roman 1924–1926
- Beli mecesen, Novelle 1926
- Lectov grad, 1929
- Celica, Roman 1932
- Maske, Novellen 1940
- Woheiner Pastorale, dt. 1940
- Blodnje, Essays 1946
- Lesena žlica, 2 Bde., Roman 1947–52
- Rodno mesto, 1957
- Izabrana dela, 4 Bde., 1959–62
- Zbrane delo, 1988